# Sefer Halilović
Sefer Halilović (Prijepolje, 6 de enero de 1952), fue comandante del Ejército bosnio durante la Guerra Croata-Bosnia (1991 a 1992), y de la subsiguiente Guerra de Bosnia (1992-1995), que tuvieron lugar en la actual Bosnia y Herzegovina. En 2001, es llevado a juicio por su implicación en varios crímenes de guerra por el Tribunal de Justicia Internacional para la ex-Yugoslavia, y fue absuelto de dichas acusaciones en el 2005. En la actualidad es un prominente político en Bosnia y Herzegovina.

## Biografía

### Años de pre-guerra
Halilović nació en Taševo, una aldea en las proximidades del municipio de Prijepolje, en la región geográfica conocida como Sandžak, en Serbia, anteriormente Yugoslavia. Asiste a la academia militar en Belgrado desde el año 1971 durante tres años, y en 1975 es asignado a la academia militar de Zadar, donde es ascendido a oficial en el Ejército Popular de Yugoslavia (JNA). Desde 1980 hasta antes de iniciar la guerra sirvió en Vinkovci como oficial de seguridad de la base cercana. El 31 de agosto de 1990, viaja a Belgrado y asiste durante dos años al curso de la escuela para comandantes del JNA. Cuando abandona el JNA, en septiembre de 1991, ya es un oficial militar profesional con grado de Mayor. Regresa a Bosnia-Herzegovina donde posteriormente crea el partido político "Liga Patriótica" con el fin de planear la defensa de su nueva patria.

### Años de Guerra
El 25 de mayo de 1992 fue designado por el Presidente de Bosnia y Herzegovina (RBiH) comandante general de las Fuerzas de Defensa Territorial de la República de Bosnia-Herzegovina (TO-RBiH), reemplazando a Hasan Efendić, convirtiéndose en el más importante mando militar de las fuerzas armadas de RBiH.
Desde su designación en mayo hasta julio, cuando las TO evolucionaron al estatus de un ejército, Halilović actuó también como miembro del comité de gobierno de la Presidencia de guerra de Bosnia-Herzegovina. Después de julio de 1992, fungió como Comandante en Jefe del Comando General del Ejército de la República de Bosnia y Herzegovina. El 18 de agosto de 1992, la presidencia formó cinco cuerpos del ARBiH con Halilović como Jefe del Comando Supremo / Jefe del Estado Mayor. El 8 de junio de 1993, un nuevo cargo sería creado, el "Comando Supremo del Estado Mayor". Rasim Delić ocupó dicho puesto. Entre el 18 de julio de 1993 al 1 de noviembre de 1993, este ocuparía el cargo de "Comandante Delegado del Comando Supremo de las ARBiH", así como el de "Jefe del Estado Mayor del Comando Supremo".
Tras una reunión en Zenica, entre el 20 y el 21 de agosto de 1993; Rasim Delić se apuntó a la "Cabeza del Equipo de Inspección". Al mismo tiempo, se urge que sus siguientes en el mando se preocuparan por priorizar la disciplina y el cuadro de mando, inexistente hasta esa fecha; de los soldados leales a Bosnia y Herzegovina. Este citaría posteriormente que: "¿Entonces, vamos a empezar a disparar a la gente por no seguir las órdenes de alguien"?.[cita requerida]

### Intento de asesinato
Durante la guerra, Halilović se mostraría leal a los líderes políticos de Bosnia, lo que le hizo inmensamente popular, y lo que sería la causa por el intento fallido de asesinato en su contra. El 7 de julio de 1993 a las 14:10 (hora local); el rancho de Halilović voló por los aires por un explosivo actuado en forma remota. Mientras Halilović, su hijo e hija resultaron ilesos, su esposa Mediha y el hermano de esta, Edin Rondić, murieron víctimas del atentado. Rondić apareció en el balcón de dicho rancho vistiendo un uniforme militar, a la misma hora que Halilović acostumbraba ir a su casa a cenar, junto a su familia. Los asesinos confundieron a Rondić con Halilović, y detonaron erróneamente el artefacto. El asesino era un miembro del Servicio Estatal de Seguridad (o el grupo secreto para la liquidación del SDB-s) y cuyo comandante era Nedzad Ugljen, a su vez director del SDB.

### Juicio por crímenes de guerra
Tras ser citado a juicio, Halilović renuncia al cargo gubernamental que ejerció como ministro en la Federación de Bosnia y Herzegovina, y al de líder de su partido político propio, el Partido Patriótico Bosnio-Herzegovino de Sefer Halilović, el cual era conocido por su amplia crítica al presidente Bosniaco Alija Izetbegović. Sefer sería procesado por el Tribunal Internacional para la ex-Yugoslavia el 30 de julio de 2001. Seferl se presentó de manera voluntaria el 25 de septiembre del mismo año y se declara inocente dos días después. Halilović sería liberado provisionalmente el 13 de diciembre del mismo año hasta que se iniciara formalmente el proceso en su contra, y así mismo gozó de libertad entre el 5 de septiembre y el 14 de noviembre de 2005.

#### Pre-enjuiciamiento
Halilović sería señalado por su responsabilidad superior sobre la base de su cargo en el ARBiH (Artículo 7(3) del Estatuto del Tribunal) y afrontaría un juicio por los cargos de una violación a las leyes internacionales y otros tratados y convenciones de guerra vigentes (Artículo 3 – Homicidio). La masacre de la que fuera acusado en principio tuvo lugar en las poblaciones de Grabovica y Uzdol en el mes de septiembre de 1993. El TPIY y sus fiscales aclamaron que este era el líder militar de la Operación Neretva '93, la cual fue conducida por el ARBiH en el área.

#### Enjuiciamiento
El juicio contra Sefer Halilović empezaría el 31 de enero de 2005. La fiscalía completó sus alegatos el 2 de junio del mismo año. Un total de 39 testigos presentados por los mismos y dos presentados por la defensa serían los que ayudarían al establecimiento del caso. La Cámara de Juzgamiento del tribunal admite 287 pruebas de parte de la fiscalía. El caso de la defensa inició el 27 de junio y se terminó el 14 de julio de 2005. La defensa presentó a tres testigos y las declaraciones de más de 29 testigos. Las partes harían sus alegatos finales entre el 30 y el 31de agosto de 2005. La Corte admitió 207 de las pruebas anteriormente mostradas como evidencia presentada por la defensa. La defensa de Halilović reclamó que al momento de los asesinatos que se le endilgaban, él había sido retirado del mando y que ya no era un comandante con cargo de mando y/o comando relevante y/o importante, ni tuvo responsabilidad alguna, pero fungía como inspector nocional sin autoridad propia.
El abogado de Halilović, Faruk Balijagić, aclamó que Rasim Delić, junto a Fikret Muslimović, y a Bakir Alispahić ordenaron el intento fallido de asesinato contra Sefer Halilović, con el que se intentaba que dos miembros del servicio secreto conocido como "Seve", y su comandante Nedzad Ugljen, a su vez el director del servicio secreto estatal o SDB, lo acabaran. Sefer Halilović no resultó muerto en el hecho, pero si su esposa, Mediha; y el hermano de esta, Edin Rondić.
Los alegatos posteriores del señor Balijagić afirman que Alija Izetbegović,  el anterior presidente de Bosnia y Herezegovina y como el Jefe supremo y directo de Delić, intentaron desacreditar a Halilović al imputarlo con la responsabilidad del comando de la misión militar de Neretva y la masacre sucedida posteriormente, con documentación falsa provista por el grupo de jefes y directores del servicio secreto de seguridad: Munir Alibabić (Jefe del SBD), Fikret Muslimović (Jefe del SVB), Nedžad Ugljen (comandante del grupo "Seve" y director en jefe del SDB), Jusuf Jasarević (Jefe del SVB), Enver Mujezinović (Jefe del SDB en Sarajevo) y Bakir Alispahić (ministro de MUP). Faruk trató de probar que agentes del servicio secreto habían sobornado a numerosos testigos para falsear documentos y alterar sus testimonios, los que actualmente son parte de las pruebas con las que se determinó que Halilović era simplemente un chivo expiatorio. Recientemente, Halilović publicó en sus memorias del libro "Astucia estratégica" detalles más reveladores de dicha historia.[cita requerida]

#### Veredicto y apelación
El 16 de noviembre de 2005, Halilović fue absuelto de todos los cargos y liberado. La Corte del tribunal TPIY halló que, mientras las masacres y asesinatos eran considerados como crímenes de guerra, pero ocurrieron en dichas poblaciones sin que Halilović estuviera presente, aparte no tuvo el comando ni la autoridad efectiva, siendo tan solo un inspector, y que no podría haber sido considerado como responsable por estos hechos. Los fiscales en el caso, tras conocer el fallo; apelaron el veredicto. El 16 de octubre de 2007, la sala de apelaciones determinó que la apelación de la fiscalía no tenía méritos suficientes y confirmó que el veredicto de absolución podría ser apelado incluso tras dos años después de ser estipulado por el Tribunal del juicio.

## Vida política
En 1996 Halilović fundó su propio partido político, el Partido Bosnio-Herzegovino Patriótico de Sefer Halilović. En 1997 Halilović publicó sus memorias: Lukava Strategija (Estrategia astuta). A su vez sirvió como Ministro de los Refugiados y Desplazados en el gobierno de la Federación de Bosnia y Herzegovina entre el 1998 y 2001. En el 2005, el hijo de Sefer Halilović's, Semir, publica un libro: Državna Tajna (Secreto de Estado), en el que describe algunos de los eventos que le dieron forma en el tiempo de la guerra en Bosnia. En abril del 2006, Semir Halilović fue abordado y amenazado por la muerte de una de las personas que había desprestigiado en su libro, Ramiz Delalić (ahora muerto), quien también fue testigo de la acusación durante el juicio de su padre. El primero de octubre del 2006, Sefer Halilović fue elegido para un periodo de cuatro años en la Asamblea Parlamentaria de Bosnia y Herzegovina. Así mismo se dice que es un viajero asiduo a Rusia y muy versado en ruso.